# LUM!X
 (juin 2022).
La mise en forme du texte ne suit pas les recommandations de Wikipédia : il faut le « wikifier ».
Les points d'amélioration suivants sont les cas les plus fréquents. Le détail des points à revoir est peut-être précisé sur la page de discussion.
- Les titres sont pré-formatés par le logiciel. Ils ne sont ni en capitales, ni en gras.
- Le texte ne doit pas être écrit en capitales (les noms de famille non plus), ni en gras, ni en italique, ni en « petit »…
- Le gras n'est utilisé que pour surligner le titre de l'article dans l'introduction, une seule fois.
- L'italique est rarement utilisé : mots en langue étrangère, titres d'œuvres, noms de bateaux, etc.
- Les citations ne sont pas en italique mais en corps de texte normal. Elles sont entourées par des guillemets français : « et ».
- Les listes à puces sont à éviter, des paragraphes rédigés étant largement préférés. Les tableaux sont à réserver à la présentation de données structurées (résultats, etc.).
- Les appels de note de bas de page (petits chiffres en exposant, introduits par l'outil «  Source ») sont à placer entre la fin de phrase et le point final[comme ça].
- Les liens internes (vers d'autres articles de Wikipédia) sont à choisir avec parcimonie. Créez des liens vers des articles approfondissant le sujet. Les termes génériques sans rapport avec le sujet sont à éviter, ainsi que les répétitions de liens vers un même terme.
- Les liens externes sont à placer uniquement dans une section « Liens externes », à la fin de l'article. Ces liens sont à choisir avec parcimonie suivant les règles définies. Si un lien sert de source à l'article, son insertion dans le texte est à faire par les notes de bas de page.
- La présentation des références doit suivre les conventions bibliographiques. Il est recommandé d'utiliser les modèles {{Ouvrage}}, {{Chapitre}}, {{Article}}, {{Lien web}} et/ou {{Bibliographie}}. Le mode d'édition visuel peut mettre en forme automatiquement les références.
- Insérer une infobox (cadre d'informations à droite) n'est pas obligatoire pour parachever la mise en page.

Pour une aide détaillée, merci de consulter Aide:Wikification.
Si vous pensez que ces points ont été résolus, vous pouvez retirer ce bandeau et améliorer la mise en forme d'un autre article.
Pour l’article homonyme, voir Lumix.
Luca Michlmayr connu sous le nom de scène Lumix (stylisé LUM!X), est un DJ et producteur de musique autrichien né le 23 juillet 2002 à Rohrbach-Berg. 

## Biographie
Lumix a commencé à publier ses chansons originales et ses remixes sur ses comptes SoundCloud et YouTube à l'âge de 11 ans. Après avoir été repéré par le label indépendant suédois Bounce United, il sort ses premiers singles en 2018.
Il est surtout connu pour ses tubes Monster (avec Gabry Ponte) et Thunder (avec Ponte et Prezioso), tous deux certifiés disques d'or et de platine en Autriche, au Danemark, en France, en Allemagne, en Italie, aux Pays-Bas, en Norvège, en Pologne, en Suède et en Suisse. Il a également reçu un disque de platine en Autriche pour The Passenger (LaLaLa), une collaboration avec Ponte, Mokaby et DTE.
Lumix a été nommé dans la catégorie électronique/dance pour les Amadeus Austrian Music Awards 2021 et a remporté le prix du meilleur nouveau venu des French Fun Radio DJ Awards. 
Il représenta l'Autriche au concours Eurovision de la chanson 2022 avec la chanson Halo, aux côtés de la chanteuse autrichienne Pia Maria,.

Ils participèrent ainsi à la première demi-finale, le mardi 10 mai 2022, où ils furent les treizièmes des dix-sept participants à monter sur scène. Cependant, ils n'arrivent pas à se qualifier pour la grande finale, finissant 15e, enregistrant 42 points.

## Discographie

### Singles
- 2017 : Nightrider (avec Hakow & SN featuring Searz)
- 2017 : Waiting for Me (avec Moha)
- 2017 : Jägermeister (featuring Searz)
- 2018 : Bounce United (700k)
- 2018 : River Flows In You
- 2018 : Bounce United (1 Million) (avec Helion & Mike Emilio)
- 2018 : Underground (avec Moha)
- 2019 : Monster (avec Gabry Ponte)
- 2020 : The Passenger (LaLaLa) (avec Gabry Ponte & D.T.E. & Mokaby)
- 2020 : Scare Me (avec KSHMR & Gabry Ponte featuring Karra)
- 2021 : Major Tom (avec Hyperclap feat. Peter Schilling)
- 2021 : Annie Are You OK (avec Nick Strand & Mio)
- 2021 : Secrets (avec Sølo)
- 2021 : Thunder (avec Gabry Ponte & Prezioso)
- 2021 : Champion (Summer 2021 LEC Playoffs Anthem) (avec Orange Inc & Séb Mont)
- 2021 : Trick or Treat (avec Molow)
- 2022 : Halo (featuring Pia Maria)
- 2022 : We Could Be Together (avec Gabry Ponte featuring Daddy DJ)
- 2022 : Club Sound
- 2022 : Where Do We Go (avec DVBBS)
- 2022 : The Night Is Young (avec Tarik Asadi & Will Matta)
- 2022 : Forget You (avec Alida & Gabry Ponte)
- 2023 : Take Me Higher (avec DES3ETT & Georgia Meek)
- 2023 : Electric Love (avec Lawrent)

### Remixes
- 2017 : Maroon 5 featuring Christina Aguilera - Moves Like Jagger (Lumix Bootleg)
- 2017 : Imagine Dragons - Radioactive (Lumix Bootleg)
- 2017 : Midnight Oil - Beds Are Burning (Am Arp & Lumix Remix)
- 2017 : Alan Walker featuring Danny Shah - The Spectre (LUM!X Remix)
- 2017 : David Guetta featuring Justin Bieber - 2U (LUM!X Remix)
- 2017 : Alan Walker featuring Noah Cyrus & Digital Farm Animals - All Falls Down (LUM!X Remix)
- 2017 : Zayn featuring Sia - Dusk Till Dawn (LUM!X & Am Arp Remix)
- 2017 : The Proclaimers - I'm Gonna Be (500 Miles) (LUM!X Bootleg)
- 2017 : DHT featuring Edmée - Listen to Your Heart (chanson de Roxette)#Version_DHTListen to Your Heart (LUM!X Bootleg)
- 2018 : Seiler und Speer - I Wü Ned (LUM!X Partt Rem!x)
- 2018 : Bounce United - Do You Know Da Wae (LUM!X Bounce Remix)
- 2018 : Sweatshop Union - Radio Edit (LUM!X Bootleg)
- 2018 : The Chainsmokers - You Owe Me (LUM!X Remix)
- 2018 : Alfons - Chiraq 2018 (LUM!X Remix)
- 2018 : Alfons - Chiraq 2018 (LUM!X & Myhr Remix)
- 2018 : Christina Perri - Jar of Hearts (LUM!X Bootleg)
- 2018 : Nickelback - How You Remind Me (LUM!X Bootleg)
- 2018 : Bulljay featuring Mr Shammi - Blaze It (LUM!X Remix)
- 2018 : Avicii featuring Aloe Blacc - Wake Me Up (LUM!X Tribute Remix)
- 2018 : Snap! - Rhythm Is a Dancer (LUM!X Bounce Reboot)
- 2018 : Lost Frequencies featuring James Blunt - Melody (LUM!X & Jay Raffa Remix)
- 2018 : Borgeous - They Don't Know Us (LUM!X Hardstyle Remix)
- 2018: The Black Eyed Peas - Boom Boom Pow (LUM!X Remix)
- 2018 : Alan Walker featuring Au/Ra & Tomine Harket - Darkside (LUM!X Remix)
- 2018 : ItaloBrothers - Sleep When We're Dead (LUM!X & Dopedrop & RKAY Remix)
- 2018 : High School Musical - Gotta Go My Own Way (LUM!X Bootleg)
- 2018 : The Black Eyed Peas - I Gotta Feeling (LUM!X Hardstyle Remix)
- 2018 : The Black Eyed Peas - I Gotta Feeling (Jay Raffa & LUM!X Bounce Remix)
- 2018 : Maroon 5 featuring Cardi B - Girls Like You (LUM!X & CLXRB Bootleg)
- 2019 : Coldplay - Hymn for the Weekend (LUM!X Kick'N'Bass Edit)
- 2019 : Toploader - Dancing in the Moonlight (LUM!X & Am Arp Remix)
- 2019 : R3hab & A Touch Of Class - All Around the World (La La La) (LUM!X Remix)
- 2019 : Alan Walker & K-391 & Tungevaag & Mangoo - Play (LUM!X Remix)
- 2019 : Mosimann featuring Joe Cleere - Never Let You Go (LUM!X Hardstyle Remix)
- 2019 : Lucas & Steve featuring Haris - Perfect (LUM!X Remix)
- 2020 : Robin Schulz featuring Alida - In Your Eyes (LUM!X Remix)
- 2020 : K-391 & Alan Walker & Ahrix - End of Time (LUM!X & B3nte Remix)
- 2020 : Tungevaag - Peru (LUM!X Remix)
- 2020 : James Blunt - 5 Miles (LUM!X Remix)
- 2020 : Maggie Lindemann - Pretty Girl (Gabry Ponte & LUM!X & Paul Gannon Remix)
- 2020 : Illenium & Tom DeLonge & Angels and Airwaves - Paper Thin (LUM!X Remix)
- 2021 : LUM!X & Nick Strand & Mio - Annie Are You OK (LUM!X Remix)
- 2021 : A7S - Nirvana (LUM!X & Gabry Ponte Remix)
- 2022 : Afrojack & Steve Aoki featuring Miss Palmer - No Beef (LUM!X Remix)
- 2022 : Imanbek & Byor - Belly Dancer (LUM!X Remix)
- 2022 : LUM!X & Alida & Gabry Ponte - Forget You (LUM!X VIP Mix)
- 2022 : Ofenbach featuring Fast Boy - Love Me Now (LUM!X Remix)
- 2023 : Illian & Mount - Man on the Moon (LUM!X Remix)
- 2023 : LUM!X & Gabry Ponte - Monster (LUM!X VIP Mix)